# オラン・ソウル
オラン・ソウル (Olan Soule 1909年2月28日 - 1994年2月1日)はアメリカ合衆国の俳優。映画、ラジオ、コマーシャル、テレビ、アニメで何百もの役を演じた。

## 初期
イリノイ州ラ・ハープでメイフラワー号の入植者の子孫、エルバートとアン・ウィリアム・ソウルの息子として生まれる。7歳の時にイリノイを離れ、アイオワ州デモインに到着。17歳までそこで過ごし、アイオワ州サブラでジャック・ブルックスのテント公演に参加し、演技の経験を積んでいった。

## 経歴

### ラジオ
テント公演を離れ、シカゴの舞台に立つようになり7年経った1933年、『Chandu the Magician 』(1935年～1936年)などのラジオ番組に出演。昼間のソープ・オペラ『Bachelor's Children 』に1935年から1946年の11年間、『The First Nighter Program 』に1943年から1953年の9年間出演し続けた。ラジオの聴取者が実際にソウルに会うと、声のイメージと違って135ポンド (61 kg)で小柄なことにとても驚く。1941年からアドベンチャー『Captain Midnight 』で秘密戦隊の副司令官のウィリアム・ケリーを演じた。1970年代から1980年代、リー・ハンセン主演のSFドラマ『Alien Worlds 』にもレギュラー出演。

### テレビ
9年間の『The First Nighter Program 』が終わるとハリウッドに拠点を移して映画やテレビに出演するようになり、性格俳優としての評判は高まった。『The Donald O'Connor Show 』(準レギュラー)、『Captain Midnight 』(科学者トット・ジョーンズ役)、『アイ・ラブ・ルーシー』、『メイベリー110番』(何度か登場)、『Dragnet 』(準レギュラー、ロサンゼルス市警察の犯罪学者レイ・ピンカー役(1967年の再演ではレイ・マーレイ役)、『弁護士ペリーメイスン』、『Mister Ed 』、『City Detective 』、『Behind Closed Doors 』、『Dante 』、『Harrigan and Son 』、『State Trooper 』、『The Restless Gun 』、『トワイライト・ゾーン』、『奥さまは魔女』、『アダムス・ファミリー』、『The Munsters 』、『ガンスモーク』、『Happy 』、『ボナンザ』、『The Jean Arthur Show 』、『ララミー牧場』、『ザ・モンキーズ』、『スパイ大作戦』、『600万ドルの男』、『Fantasy Island 』、『大草原の小さな家』、『ダラス』、『Simon & Simon 』など多くのテレビ・ドラマに出演。『Captain Midnight 』のラジオ版とテレビ版双方に出演したのはオラン・ソウルのみである。

### バットマン
バットマンシリーズのいくつかでバットマン役の声としてもよく知られている。1968年、フィルメーション社製『The Batman/Superman Hour 』で初めてバットマン役を演じた。その後『The Adventures of Batman 』、『The New Scooby-Doo Movies 』、『セサミストリート』(1970年)、『Super Friends 』、『The All-New Super Friends Hour 』、『Challenge of the SuperFriends 』、『The World's Greatest Super Friends 』、『スーパーフレンズ（Super Friends）』でもバットマンを演じた。連続テレビ版『バットマン』のエピソード『The Pharaoh's in a Rut 』ではニュースキャスター役としてバットマン役のアダム・ウェストと共演。『Super Friends: The Legendary Super Powers Show 』のシリーズで最終的にバットマン役はオラン・ソウルからアダム・ウェストに変わったが、『Firestorm 』に登場する助言者であり駆け出しのヒーローであるマーティン・スタイン教授役で作品に出演し続けた。

## 死去
1994年2月1日、カリフォルニア州ロサンゼルスで肺癌のため84歳で亡くなった。ハリウッドヒルズのフォレスト・ロウン記念公園の墓地に埋葬されている。